# Pauwelaert
Pauwelaert was een Zuid-Nederlandse adellijke familie.

## Geschiedenis
- In 1783 verleende keizer Jozef II bevestiging van erfelijke adel aan Jean-Baptiste Pauwelaert, burgemeester van Dendermonde.
- In 1786 verleende Jozef II de titel ridder, overdraagbaar op alle mannelijke afstammelingen, aan Georges-Jean Pauwelaert, schepen van Aalst, zoon van Jean-Baptiste.

## Jean-Baptiste Pauwelaert
Jean-Baptiste Philippe Pauwelaert (Aalst, 2 januari 1772 - 22 november 1824), zoon van Georges-Jean en van Anne-Marie Meert, werd in 1822 onder het Verenigd Koninkrijk der Nederlanden, erkend in de erfelijke adel met de titel ridder, overdraagbaar op alle mannelijke afstammelingen. Hij trouwde in 1798 met Alberte Vanderheyden (1771-1851). Het echtpaar had een dochter en twee zoons, die ongehuwd bleven. In 1872 doofde de familietak uit.

## Alexandre Pauwelaert
Alexandre Joseph Marie Pauwelaert (Aalst, 4 oktober 1774 - 27 september 1849), broer van de voorgaande, werd in 1822 erkend in de erfelijke adel met de titel ridder, overdraagbaar op alle mannelijke afstammelingen. Hij bleef vrijgezel, zodat zijn familietak al in 1849 uitdoofde.